# Хокей з м'ячем на зимових Олімпійських іграх 1952
Як показовий вид спорту на зимових Олімпійських ігор 1952, які проходили в Осло, Норвегія, був представлений хокей з м'ячем. У турнірі брали участь збірні Норвегії, Фінляндії та Швеції, які в одноколовому турнірі набрали однакову кількість очок, але за різницею забитих і пропущених м'ячів чемпіонами Олімпійських ігор стали шведи, друге місце посіли норвежці.

## Турнір
| 20 лютого 1952 | Делененґа, Осло | Фінляндія | — | Норвегія  | 3:2 |
| 21 лютого 1952 | Делененґа, Осло | Норвегія  | — | Швеція    | 2:1 |
| 23 лютого 1952 | Біслетт, Осло   | Швеція    | — | Фінляндія | 4:0 |

## Підсумкова таблиця
| Збірна    | І | В | Н | П | М     | Очки |
| --------- | - | - | - | - | ----- | ---- |
| Швеція    | 2 | 1 | 0 | 1 | 5 − 2 | 2    |
| Норвегія  | 2 | 1 | 0 | 1 | 4 − 4 | 2    |
| Фінляндія | 2 | 1 | 0 | 1 | 3 − 6 | 2    |

## Олімпійський п'єдестал
| Медаль | Збірна    |
| Золото | Швеція    |
| Срібло | Норвегія  |
| Бронза | Фінляндія |

## Склади команд-призерів
| Золото: | Срібло: | Бронза: |
| Швеція Янгве Пальмквіст Урвар Бергмарк Герберт Свартсвее Карл-Ерік Шеберг Оле Ліндрен Свен-Олаф Ландран Мартін Юганссон Оле Сеев Свен-Ерік Броберг Ернс Герд Адард Магнуссон Інге Калман Торе Олссон Генрі Олссон | Норвегія Ганс Петер Галла Лейф Еріксен Давид Еріксен Арне Баккер Торе Фрішолм Ролф Персен Арне Югансен Ейнар Андерсен Ґунар Фоссум Гаральд Като Гельгеруд Оле Мартінсен Мартін Олсен Гаррі Дал | Фінляндія Юссі Галме Юре Юссіла Арво Райтавуо Марті Ніссенен Олаф Столпе Кауко Тукіайнен Гейкі Оликайнен Сакари Сало Пентті Іммонена Пентті Гямяляйнен Пер-Ерік Ліндквест Ерік Оберґ Кауко Коррпела Герберт Лундстрем Кулерво Муурінен |